# A.J. Wynder
A.J. Wynder (nacido el 11 de septiembre de 1964 en el Bronx, Nueva York) es un exjugador y entrenador de baloncesto estadounidense que jugó una temporada de la NBA, desarrollando el resto de su carrera como jugador en ligas menores de su país. Desde 1996 es entrenador en el Nassau Community College de la NJCAA. Con 1,88 metros de estatura, jugaba en la posición de base.

## Trayectoria deportiva

### Universidad
Tras jugar apenas dos partidos con los Minutemen de la Universidad de Massachusetts, jugó durante cuatro temporadas con los Stags de la Universidad Fairfield, en las que promedió 11,3 puntos y 3,2 rebotes por partido. En 1987 fue incluido en el segundo mejor quinteto de la Metro Atlantic Athletic Conference.

### Selección nacional
En 1995 fue convocado por la selección de Estados Unidos para disputar los Juegos Panamericanos de Mar del Plata de 1995, en donde consiguieron la medalla de plata.

### Profesional
Tras no ser elegido en el Draft de la NBA de 1987, desarrolló la mayor parte de su carrera en las ligas menores de su país, principalmente en la CBA, donde acabó como el segundo jugador de la historia de la competición con más robos de balón, con 817, sólo superado por Cedric Hunter, y el tercero con mayor número de asistencias, superado nuevamente por Hunter y por Mark Wade.
Su única experiencia en la NBA le llegó en marzo de 1991, cuando firmó por diez días con los Boston Celtics y acabó renovando hasta el final de la temporada. Disputó seis partidos, en los que promedió 2,0 puntos y 1,3 asistencias.

### Entrenador
Durante su etapa como jugador, pasó tres años como jugador-entrenador asistente de los Tri-City Chinook de la CBA. Una vez se retiró del baloncesto como jugador, en 1996 comenzó a entrenar al equipo del Nassau Community College de la NJCAA, donde en 17 temporadas hasta 2014 ha conseguido un balance de 345 victorias y 165 derrotas, lo grando su mayor éxito en la temporada 2013-14, cuando llevó al equipo a la cuarta plaza nacional de la División III de la NJCAA.

## Estadísticas de su carrera en la NBA

### Temporada regular
| Temporada | Edad | Equipo         | Liga | Pos. | P | TIT | MIN | TC  | TCA | %TC  | 3P  | 3PA | %3P  | 2P  | 2PA | %2P  | TL  | TLA | %TL  | R.OF. | R.DEF. | REB | ASIS | ROB | TAP | PER | FP  | PTS |
| 1990-91   | 26   | Boston Celtics | NBA  | PG   | 6 | 0   | 6.5 | 0.5 | 2.0 | .250 | 0.0 | 0.2 | .000 | 0.5 | 1.8 | .273 | 1.0 | 1.3 | .750 | 0.2   | 0.3    | 0.5 | 1.3  | 0.2 | 0.0 | 0.7 | 0.2 | 2.0 |
| Total     |      |                | NBA  |      | 6 | 0   | 6.5 | 0.5 | 2.0 | .250 | 0.0 | 0.2 | .000 | 0.5 | 1.8 | .273 | 1.0 | 1.3 | .750 | 0.2   | 0.3    | 0.5 | 1.3  | 0.2 | 0.0 | 0.7 | 0.2 | 2.0 |